# Seppois-le-Bas
Seppois-le-Bas – miejscowość i gmina we Francji, w regionie Grand Est, w departamencie Górny Ren.
Według danych na rok 1990 gminę zamieszkiwało 836 osób, a gęstość zaludnienia wynosiła 124 osób/km² (wśród 903 gmin Alzacji Seppois-le-Bas plasuje się na 318. miejscu pod względem liczby ludności, natomiast pod względem powierzchni na miejscu 390.).